# Primera División 1956 (Venezuela)
La Primera División 1956 fu la 36ª edizione della massima serie del campionato venezuelano di calcio, e fu vinta dal Banco Obrero.

## Avvenimenti
Il torneo del 1956 fu l'ultimo a disputarsi tra squadre di dilettanti; a partire dalla stagione 1957 nel calcio venezuelano è istituito il professionismo.

## Partecipanti
- Banco Obrero
- Dep. Español
- Deportivo Vasco
- Dos Caminos
- La Salle

## Classifica finale
|                      | Pos. | Squadra         | Pt | G  | V | N | P | GF | GS | DR  |
| -------------------- | ---- | --------------- | -- | -- | - | - | - | -- | -- | --- |
| Venezuela (bandiera) | 1.   | Banco Obrero    | 19 | 12 | 8 | 3 | 1 | 23 | 8  | +15 |
|                      | 2.   | La Salle        | 18 | 12 | 8 | 2 | 2 | 31 | 8  | +23 |
|                      | 3.   | Deportivo Vasco | 11 | 12 | 5 | 1 | 6 | 12 | 15 | -3  |
|                      | 4.   | Dos Caminos     | 7  | 12 | 3 | 1 | 8 | 11 | 24 | -13 |
|                      | 5.   | Dep. Español    | 5  | 12 | 2 | 1 | 9 | 10 | 32 | -22 |

Legenda:

         Campione del Venezuela 1956
Note:
Due punti a vittoria, uno a pareggio, zero a sconfitta.